# Chris Wood (fotbalista)
Christopher Grant Wood (* 7. prosince 1991 Auckland) je novozélandský profesionální fotbalista, který hraje na pozici útočníka za anglický klub Nottingham Forest FC a za novozélandský národní tým.

## Klubová kariéra

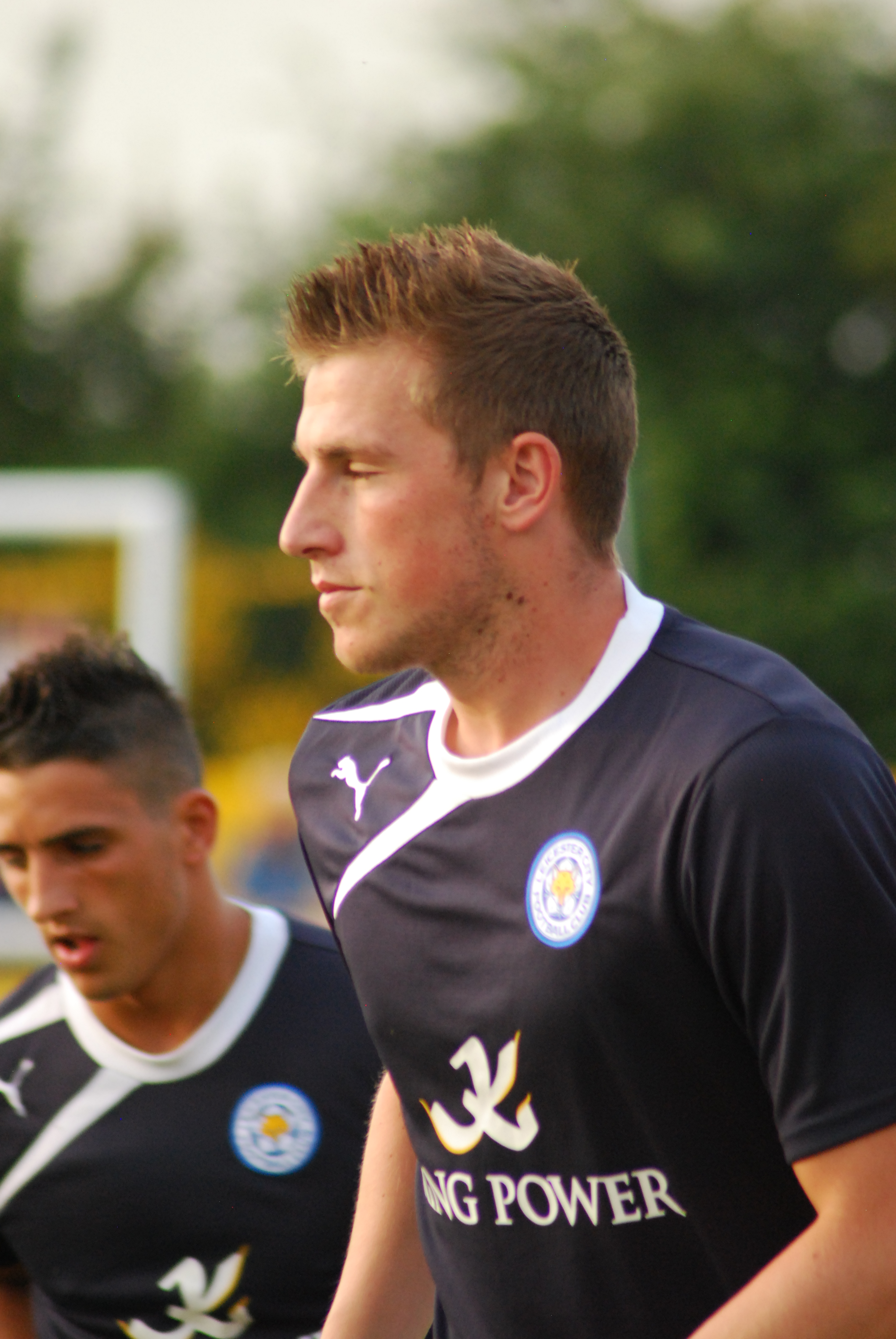
Wood v dresu Leicesteru City (2013)

Wood se narodil v Aucklandu a prošel akademiemi několika novozélandských klubů před svým přesunem do Anglie. V roce 2008 se přesunul do akademie West Bromu. Během svého angažmá u The Baggies odešel na hostování do šesti různých anglických klubů, a v roce 2013 se připojil na trvalo k Leicesteru City.

### Leicester City
Wood debutoval v dresu The Foxes 1. ledna 2013 a v zápase proti Huddersfield Townu dvakrát skóroval. 12. ledna 2013 vstřelil Wood hattrick již v prvním poločase utkání proti Bristolu City. Ve své první sezóně v klubu vstřelil 11 gólů ve 24 zápasech, a pomohl Leicesteru k postupu do play-off o Premier League, ve kterém však Leicester vypadl v semifinále proti Watfordu.
Dne 16. srpna 2014 vystřídal Leonarda Ullou po 78 minutách prvního zápasu Leicesteru v sezóně Premier League, v domácím zápase s Evertonem. O sedm minut později vstřelil vyrovnávací gól na konečných 2:2.

### Leeds United
Po hostování v Ipswich Townu v roce 2015, přestoupil do druholigového Leedsu United za částku okolo 3,5 miliónů euro. Wood vstřelil svůj první gól v dresu Leedsu 19. srpna při remíze 2:2 s Bristolem City. Ke konci sezóny vstřelil svůj 13. gól v sezoně v zápase proti Prestonu North End a sezónu zakončil jako nejlepší střelec.
Wood vstřelil svůj první gól v následující sezóně 10. srpna 2016, v zápase EFL Cupu proti Fleetwood Townu, a svůj první ligový gól sezóny dal o týden později při remíze 1:1 s Fulhamem. V dalším zápase znovu skóroval při výhře Leedsu 2:0 nad Sheffieldem Wednesday a ke konci září měl na svém kontě sedm vstřelených gólů ve všech soutěžích. Svoji poslední branku v sezóně dal při remíze s Wiganem Athletic. Dosáhl tak hranice 30 gólů ve všech soutěžích. V EFL Championship dal 27 gólů a stal se tak nejlepším střelcem soutěže.
Byl zařazen do užšího výběru hráčů na ocenění pro nejlepšího hráče soutěže, cenu však získal Anthony Knockaert z Brightonu & Hove Albion. Wood a jeho spoluhráč Pontus Jansson byli zařazeni do nejlepší jedenáctky EFL Championship sezóny, Na klubové úrovni získal ocenění pro nejlepšího hráče Leedsu United podle fanoušků i podle hráčů za sezónu 2016/17.

### Burnley
Dne 21. srpna 2017 přestoupil Wood do prvoligového Burnley za poplatek ve výši asi 15 miliónů liber (stal se tak nejdražší posilou v historii klubu), podepsal smlouvu na čtyři roky. Wood debutoval v dresu Burnley 27. srpna v utkání proti Tottenhamu Hotspur na stadionu Wembley v Premier League a v druhé minutě nastaveného času druhého poločasu vyrovnal na konečných 1:1. Dne 8. listopadu 2019 podepsal Wood novou smlouvu s Burnley do roku 2023.
Wood skóroval v posledním zápase sezóny 2019/20, při porážce 2:1 s Brightonem, 26. července 2020; jednalo se o jeho 14. branku v sezóně.
Dne 6. března 2021 vstřelil Wood svůj 40. gól v Premier League při remíze 1:1 proti Arsenalu a zároveň stal se osmým hráčem v historii klubu, který startoval ve 100 zápasech v Premier League. Dne 25. dubna vstřelil svůj první hattrick v dresu Burnley při ligové výhře 4:0 nad Wolverhamptonem Wanderers a stal se prvním Novozélanďanem, který v jednom zápase Premier League vstřelil tři branky.

## Reprezentační kariéra
Wood odehrál v dresu novozélandské reprezentace celkem 57 zápasů, ve kterých vstřelil 24 gólů. Účastnil se mistrovství světa v roce 2010, a byl součástí týmu, který vyhrál Oceánský pohár národů v roce 2016.
V roce 2021 se účastnil Olympijských her; ve třech zápasech v základní skupině se dvakrát prosadil.

## Statistiky

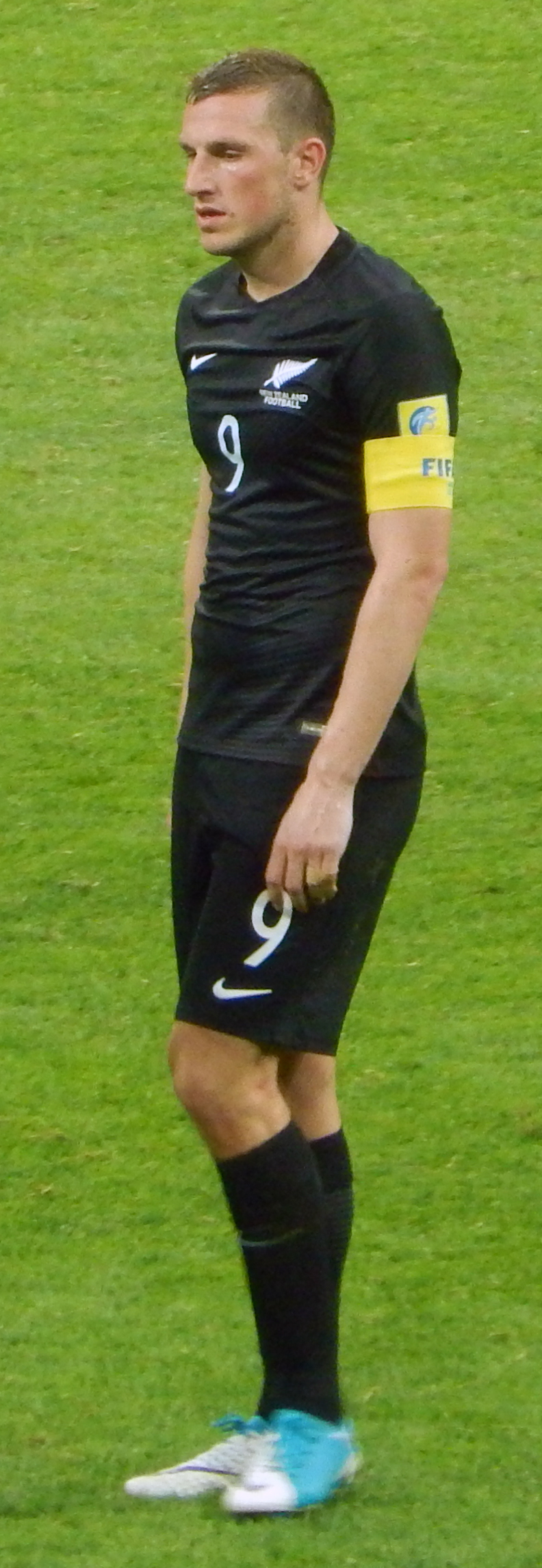
Wood v dresu novozélandské reprezentace na Konfederačním poháru (2017)

### Klubové
K 13. září 2021
| Klub                           | Sezóna  | Liga           | Liga   | Liga | FA Cup | FA Cup | EFL Cup | EFL Cup | Ostatní | Ostatní | Celkem | Celkem |
| Klub                           | Sezóna  | Liga           | Zápasy | Góly | Zápasy | Góly   | Zápasy  | Góly    | Zápasy  | Góly    | Zápasy | Góly   |
| ------------------------------ | ------- | -------------- | ------ | ---- | ------ | ------ | ------- | ------- | ------- | ------- | ------ | ------ |
| WaiBOP United                  | 2007/08 | NZFC           | 5      | 0    | —      | —      | —       | —       | —       | —       | 5      | 0      |
| West Bromwich Albion           | 2008/09 | Premier League | 2      | 0    | 0      | 0      | 0       | 0       | —       | —       | 2      | 0      |
| West Bromwich Albion           | 2009/10 | Championship   | 18     | 1    | 2      | 1      | 3       | 0       | —       | —       | 23     | 2      |
| West Bromwich Albion           | 2010/11 | Premier League | 1      | 0    | —      | —      | 1       | 1       | —       | —       | 2      | 1      |
| West Bromwich Albion           | Celkem  | Celkem         | 21     | 1    | 2      | 1      | 4       | 1       | —       | —       | 27     | 3      |
| Barnsley (host.)               | 2010/11 | Championship   | 7      | 0    | —      | —      | —       | —       | —       | —       | 7      | 0      |
| Brighton & Hove Albion (host.) | 2010/11 | League One     | 29     | 8    | 2      | 1      | —       | —       | —       | —       | 31     | 9      |
| Birmingham City (host.)        | 2011/12 | Championship   | 23     | 9    | —      | —      | 0       | 0       | 6       | 2       | 29     | 11     |
| Bristol City (host.)           | 2011/12 | Championship   | 19     | 3    | —      | —      | —       | —       | —       | —       | 19     | 3      |
| Millwall (host.)               | 2012/13 | Championship   | 19     | 11   | —      | —      | —       | —       | —       | —       | 19     | 11     |
| Leicester City                 | 2012/13 | Championship   | 20     | 9    | 2      | 2      | —       | —       | 2       | 0       | 24     | 11     |
| Leicester City                 | 2013/14 | Championship   | 26     | 4    | 0      | 0      | 3       | 4       | —       | —       | 29     | 8      |
| Leicester City                 | 2014/15 | Premier League | 7      | 1    | 1      | 0      | 1       | 0       | —       | —       | 9      | 1      |
| Leicester City                 | Celkem  | Celkem         | 53     | 14   | 3      | 2      | 4       | 4       | 2       | 0       | 62     | 20     |
| Ipswich Town (host.)           | 2014/15 | Championship   | 8      | 0    | —      | —      | —       | —       | —       | —       | 8      | 0      |
| Leeds United                   | 2015/16 | Championship   | 36     | 13   | 0      | 0      | 1       | 0       | —       | —       | 37     | 13     |
| Leeds United                   | 2016/17 | Championship   | 44     | 27   | 0      | 0      | 4       | 3       | —       | —       | 48     | 30     |
| Leeds United                   | 2017/18 | Championship   | 3      | 1    | —      | —      | 0       | 0       | —       | —       | 3      | 1      |
| Leeds United                   | Celkem  | Celkem         | 83     | 41   | 0      | 0      | 5       | 3       | —       | —       | 88     | 44     |
| Burnley                        | 2017/18 | Premier League | 24     | 10   | 0      | 0      | 2       | 1       | —       | —       | 26     | 11     |
| Burnley                        | 2018/19 | Premier League | 38     | 10   | 2      | 1      | 1       | 0       | 5       | 2       | 46     | 13     |
| Burnley                        | 2019/20 | Premier League | 32     | 14   | 2      | 0      | 1       | 0       | —       | —       | 35     | 14     |
| Burnley                        | 2020/21 | Premier League | 33     | 12   | 1      | 0      | 3       | 0       | —       | —       | 37     | 12     |
| Burnley                        | 2021/22 | Premier League | 4      | 1    | 0      | 0      | 1       | 0       | —       | —       | 5      | 1      |
| Burnley                        | Celkem  | Celkem         | 131    | 47   | 5      | 1      | 8       | 1       | 5       | 2       | 149    | 51     |
| Celkem                         | Celkem  | Celkem         | 398    | 134  | 12     | 5      | 21      | 9       | 13      | 4       | 444    | 152    |

### Reprezentační
| Nový Zéland | Nový Zéland | Nový Zéland |
| Rok         | Zápasy      | Góly        |
| ----------- | ----------- | ----------- |
| 2009        | 5           | 0           |
| 2010        | 9           | 1           |
| 2011        | 3           | 0           |
| 2012        | 12          | 9           |
| 2013        | 4           | 0           |
| 2014        | 4           | 3           |
| 2015        | 2           | 1           |
| 2016        | 7           | 4           |
| 2017        | 10          | 6           |
| 2019        | 1           | 0           |
| Celkem      | 57          | 24          |

#### Reprezentační góly
Skóre a výsledky Nového Zélandu jsou vždy zapisovány jako první
| Gól | Datum              | Místo                                                   | Soupeř              | Skóre | Výsledek | Soutěž                                |
| --- | ------------------ | ------------------------------------------------------- | ------------------- | ----- | -------- | ------------------------------------- |
| 1.. | 9. října 2010      | North Harbour Stadium, Auckland, Nový Zéland            | Honduras            | 1:0   | 1:1      | Přátelský zápas                       |
| 2.  | 29. února 2012     | Mount Smart Stadium, Auckland, Nový Zéland              | Jamajka             | 1:2   | 2:3      | Přátelský zápas                       |
| 3.  | 4. června 2012     | Lawson Tama Stadium, Honiara, Šalomounovy ostrovy       | Papua Nová Guinea   | 2:0   | 2:1      | Oceánský pohár národů 2012            |
| 4.  | 6. června 2012     | Lawson Tama Stadium, Honiara, Šalomounovy ostrovy       | Šalomounovy ostrovy | 1:0   | 1:1      | Oceánský pohár národů 2012            |
| 5.  | 10. června 2012    | Lawson Tama Stadium, Honiara, Šalomounovy ostrovy       | Šalomounovy ostrovy | 1:0   | 4:3      | Oceánský pohár národů 2012            |
| 6.  | 10. června 2012    | Lawson Tama Stadium, Honiara, Šalomounovy ostrovy       | Šalomounovy ostrovy | 2:0   | 4:3      | Oceánský pohár národů 2012            |
| 7.  | 10. června 2012    | Lawson Tama Stadium, Honiara, Šalomounovy ostrovy       | Šalomounovy ostrovy | 3:0   | 4:3      | Oceánský pohár národů 2012            |
| 8.  | 7. září 2012       | Stade Numa-Daly Magenta, Nouméa, Nová Kaledonie         | Nová Kaledonie      | 2:0   | 2:0      | Kvalifikace na Mistrovství světa 2014 |
| 9.  | 11. září 2012      | North Harbour Stadium, Auckland, Nový Zéland            | Šalomounovy ostrovy | 5:1   | 6:1      | Kvalifikace na Mistrovství světa 2014 |
| 10. | 14. listopadu 2012 | Hongkou Football Stadium, Shanghai, Čína                | Čína                | 1:1   | 1:1      | Přátelský zápas                       |
| 11. | 5. března 2014     | Národní stadion, Tokio, Japonsko                        | Japonsko            | 1:4   | 2:4      | Přátelský zápas                       |
| 12. | 5. března 2014     | Národní stadion, Tokio, Japonsko                        | Japonsko            | 2:4   | 2:4      | Přátelský zápas                       |
| 13. | 14. listopadu 2014 | Nanchang Bayi Stadium, Nanchang, Čína                   | Čína                | 1:1   | 1:1      | Přátelský zápas                       |
| 14. | 12. listopadu 2015 | Al-Seeb Stadium, Muscat, Omán                           | Omán                | 1:0   | 1:0      | Přátelský zápas                       |
| 15. | 28. května 2016    | Sir John Guise Stadium, Port Moresby, Papua Nová Guinea | Fidži               | 3:1   | 3:1      | Oceánský pohár národů 2016            |
| 16. | 31. května 2016    | Sir John Guise Stadium, Port Moresby, Papua Nová Guinea | Vanuatu             | 1:0   | 5:0      | Oceánský pohár národů 2016            |
| 17. | 31. května 2016    | Sir John Guise Stadium, Port Moresby, Papua Nová Guinea | Vanuatu             | 2:0   | 5:0      | Oceánský pohár národů 2016            |
| 18. | 8. června 2016     | Sir John Guise Stadium, Port Moresby, Papua Nová Guinea | Nová Kaledonie      | 1:0   | 1:0      | Oceánský pohár národů 2016            |
| 19. | 25. března 2017    | Churchill Park, Lautoka, Fidži                          | Fidži               | 1:0   | 2:0      | Kvalifikace na Mistrovství světa 2018 |
| 20. | 21. června 2017    | Olympijský stadion Fišt, Soči, Rusko                    | Mexiko              | 1:0   | 1:2      | Konfederační pohár FIFA 2017          |
| 21. | 1. září 2017       | North Harbour Stadium, Auckland, Nový Zéland            | Šalomounovy ostrovy | 1:0   | 6:1      | Kvalifikace na Mistrovství světa 2018 |
| 22. | 1. září 2017       | North Harbour Stadium, Auckland, Nový Zéland            | Šalomounovy ostrovy | 2:0   | 6:1      | Kvalifikace na Mistrovství světa 2018 |
| 23. | 1. září 2017       | North Harbour Stadium, Auckland, Nový Zéland            | Šalomounovy ostrovy | 6:1   | 6:1      | Kvalifikace na Mistrovství světa 2018 |
| 24. | 6. října 2017      | Toyota Stadium, Toyota, Japonsko                        | Japonsko            | 1:1   | 1:2      | Kirin Cup 2017                        |

## Ocenění

### Klubové

#### West Bromwich Albion
- EFL Championship: 2009/10 (druhé místo)[32]

#### Brighton & Hove Albion
- EFL League One: 2010/11[32]

#### Leicester City
- EFL Championship: 2013/14[32]

### Reprezentační

#### Nový Zéland
- Oceánský pohár národů: 2016[33]

### Individuální
- Nejlepší střelec EFL Championship: 2016/17[34]
- Hráč měsíce EFL Championship: leden 2017[35]
- Jedenáctka sezóny EFL Championship: 2016/17[36]
- Hráč roku Leedsu United: 2016/17[37]
- Nejlepší hráč Nového Zélandu do 20 let: 2008, 2009, 2011[38]
- Nejlepší hráč OFC dekády: 2011–2020[39]
- Nejlepší jedenáctka OFC dekády: 2011–2020[40]
- Hráč roku Burnley: 2020/21[41]